# Équipe cycliste Energi Fyn
L'équipe cycliste Energi Fyn est une équipe cycliste danoise participant aux circuits continentaux de cyclisme et en particulier l'UCI Europe Tour.

## Histoire de l'équipe
L'équipe est créée en 2007 et prend le nom d'Energi Fyn le 24 juin 2008 avant de disparaitre fin 2011.

## Championnats nationaux
- Championnats du Danemark sur route : 1
  - Course en ligne : 2007 (Alex Rasmussen)
- Championnats du Danemark sur piste : 5
  - Poursuite : 2007 (Alex Rasmussen)
  - Poursuite par équipes : 2007 (Martin Lollesgaard, Daniel Kreutzfeldt, Casper Jørgensen et Alex Rasmussen)
  - Scratch : 2007 (Casper Jørgensen)
  - Course aux points : 2007 (Alex Rasmussen)
  - Américaine : 2007 (Alex Rasmussen)

## Classements UCI
L'équipe participe aux circuits continentaux et principalement à des épreuves de l'UCI Europe Tour. Les tableaux ci-dessous présentent les classements de l'équipe sur les différents circuits, ainsi que son meilleur coureur au classement individuel.
UCI Europe Tour
| Saison | Classement par équipes | Meilleur coureur au classement individuel |
| ------ | ---------------------- | ----------------------------------------- |
| 2010   | 107e                   | Rasmus Lehrmann (1015e)                   |
| 2011   | 106e                   | Soren Pusdahl (686e)                      |

## Energi Fyn en 2011

### Effectif
| Cycliste              | Date de naissance | Nationalité | Équipe 2010                     |
| --------------------- | ----------------- | ----------- | ------------------------------- |
| Glenn Bak             | 7 juin 1981       | Danemark    | Designa Køkken-Blue Water       |
| Jakob Bering          | 18 octobre 1988   | Danemark    | Energi Fyn                      |
| Morten Christensen    | 8 mars 1986       | Danemark    | Energi Fyn                      |
| Matias Greve          | 1er mars 1992     | Danemark    |                                 |
| Jesper Hansen         | 23 octobre 1990   | Danemark    | Odder CK                        |
| Kristian Haugaard     | 27 février 1991   | Danemark    | Energi Fyn                      |
| Christian Jersild     | 5 mars 1992       | Danemark    |                                 |
| Christian Kreutzfeldt | 5 janvier 1991    | Danemark    | Energi Fyn                      |
| Nicolaj Olesen        | 1er novembre 1988 | Danemark    | Concordia Forsikring-Himmerland |
| Morten Øllegård       | 6 février 1988    | Danemark    | Stenca Trading                  |
| Søren Pugdahl         | 17 octobre 1987   | Danemark    | Energi Fyn                      |
| Nicolaj Sørensen      | 5 février 1985    | Danemark    |                                 |
| Rasmus Sterobo        | 11 août 1991      | Danemark    | Energi Fyn                      |

### Victoires
Aucune victoire UCI.